# 梅勒梅克鎮區 (密蘇里州費爾普斯縣)
梅勒梅克鎮區（英語：Meramec Township）是位於美國密蘇里州費爾普斯縣的一個行政鎮區。

## 地方資料
梅勒梅克鎮區的面積為182.67平方千米，當中陸地面積為182.24平方千米，而水域面積為0.43平方千米。根據2020年美國人口普查的數據，當地共有人口892人，而人口密度為每平方千米4.88人。